# Ludwik Horodyski
Ludwik Antoni Horodyski (ur. 28 sierpnia 1895 we Lwowie, zm. 1940 w ZSRR) – rotmistrz Wojska Polskiego, kawaler Orderu Virtuti Militari, ofiara zbrodni katyńskiej.

## Życiorys
Urodził się w rodzinie Romana i Eugenii z domu Jacobi. Po zdaniu matury w 1913 do wybuchu wojny studiował na Wydziale Chemii Technicznej Politechniki Lwowskiej. W 1914 wstąpił do 1 pułku ułanów Legionów Polskich. Od 5 lutego do 31 marca 1917 był słuchaczem kawaleryjskiego kursu oficerskiego przy 1 pułku ułanów w Ostrołęce. Kurs ukończył z wynikiem dostatecznym. Posiadał wówczas stopień kaprala. Walczył na froncie do kryzysu przysięgowego. W 1918 walczył z Ukraińcami.
W styczniu 1919 przeniesiony do szwadronu rtm. Dzieduszyckiego w Przemyślu. 16 marca 1919, po utworzeniu 11 pułku ułanów, został wyznaczony na stanowisko oficera młodszego w 2. szwadronie porucznika Jankowskiego. Następnie został skierowany Oficerskiej Szkoły Jazdy. W 1920 awansował do stopnia porucznika. Mianowany rotmistrzem ze starszeństwem z dniem 1 lipca 1925 w korpusie oficerów kawalerii. Do 1927 służył w 11 pułku ułanów. W latach 1928–1929 był instruktorem w Centrum Wyszkolenia Kawalerii w Grudziądzu. Od 1929 służył w 6 pułku strzelców konnych w Żółkwi na stanowisku adiutanta pułku i dowódcy szwadronu. 22 grudnia 1934 ogłoszono jego przeniesienie do 23 Dywizji Piechoty w Katowicach na stanowisko oficera taborowego. Od 1938 w 6 pułku ułanów Kaniowskich.
W 1939 został aresztowany w niewyjaśnionych okolicznościach. Więziony we Lwowie. Wiosną 1940 zamordowany przez NKWD na Ukrainie. Figuruje na Liście Wywózkowej 072/1 z 1940, poz. 24 (ostatni transport).

## Ordery i odznaczenia
- Krzyż Srebrny Orderu Virtuti Militari nr 5422 – 17 maja 1922[5][6]
- Krzyż Niepodległości – 2 sierpnia 1931 „za pracę w dziele odzyskania niepodległości”[7]